# Ото I фон Брауншвайг-Люнебург
Ото I фон Брауншвайг-Люнебург (на немски: Otto I Braunschweig-Lüneburg; * ок. 1247; † 4 юли 1279, Хилдесхайм) от фамилията Велфи, е епископ на Хилдесхайм от 1260 до 1279 г.

## Живот
Той е по-малък син на Ото Детето (1204 – 1252), първият херцог на Брауншвайг-Люнебург, и съпругата му Матилда от Бранденбург (1210 – 1261), дъщеря на Албрехт II, маркграф на Бранденбург (1205 – 1220) от фамилията Аскани.
През 1260 г. още малолетният Ото е избран за епископ. Той има конфликт с брат си херцог Йохан, след това води война за територии с брат си херцог Албрехт и умира през 1279 г. на 32 години.